# No controles (Olé Olé)
No controles è una canzone pop scritta da Nacho Cano, membro del gruppo musicale spagnolo Mecano.

## Storia
Il brano fu reso famoso in Spagna e nel resto d'Europa dagli Olé Olé (con la voce di Vicky Larraz) nel 1983, mentre nell'America Latina (in particolare in Messico) venne eseguita e portata al successo dai Flans nel 1985. Successivamente la band messicana Café Tacuba ne realizzò una cover, inserita nell'album Avalancha de Éxitos nel 1996.
Nel 2004 Dj Lhasa ha prodotto due cover dance del brano: No Controles e No Controles (C.Y.T. Remixes).